# Jochem de Gruijter
Jochem de Gruijter (Leidschendam, 18 de abril de 1978) es un deportista neerlandés que compitió en voleibol, en la modalidad de playa. Ganó una medalla de plata en el Campeonato Europeo de Vóley Playa de 2006.

## Palmarés internacional
| Campeonato Europeo | Campeonato Europeo     | Campeonato Europeo | Campeonato Europeo |
| Año                | Lugar                  | Medalla            | Pareja             |
| ------------------ | ---------------------- | ------------------ | ------------------ |
| 2006               | La Haya (Países Bajos) | Medalla de plata   | Gijs Ronnes        |